# Мурат-бег
Мурат-бег Мухамед (око 1750 - 22. април 1801) је био мамелучки владар Египатског ејалета.

## Биографија
У другој половини 18. века, Египатски ејалет се одметнуо од Османског царства под Мухамед Али-бегом. Међутим, Мухамед је погинуо 1773. године, а његово место заузима Мурат-бег. Савладар Мурат-бегу био је Ибрахим-бег који је обављао административне послове, док је Мурат управљао војском. Године 1786. турски султан је, користећи се сукобима међу самим Мамелуцима, успео обновити своју власт у Египту. Међутим, борба са Мамелуцима је настављена. Сем Ибрахима и Мурата, вођа Мамелука био је и Исмаил-бег. У таквој ситуацији је на Египат војску повео француски војсковођа Наполеон Бонапарта. Ибрахим и Мурат су одлучно поражени у бици код пирамида 1798. године, након чега Мурат наставља да води герилски рат против Француза. Године 1800. склопио је мир са Жаном Батистом Клебером. Умро је 1801. године од бубонске куге. 